# Obraz Madonny Apokaliptycznej z Daniszewa

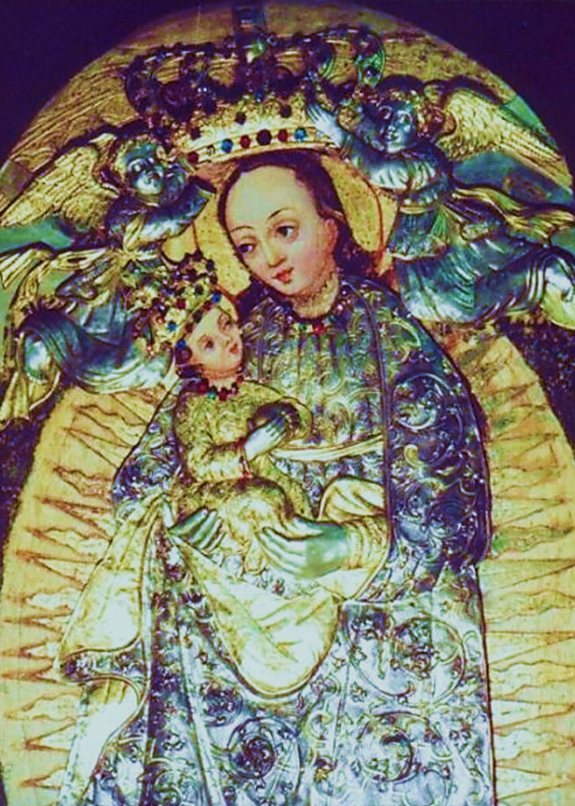
Obraz Madonny z Daniszewa – fragment oryginału w srebrnej sukience z początku XVIII w.

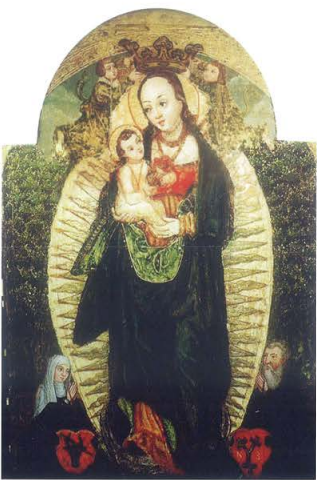
Madonna z Daniszewa – kopia

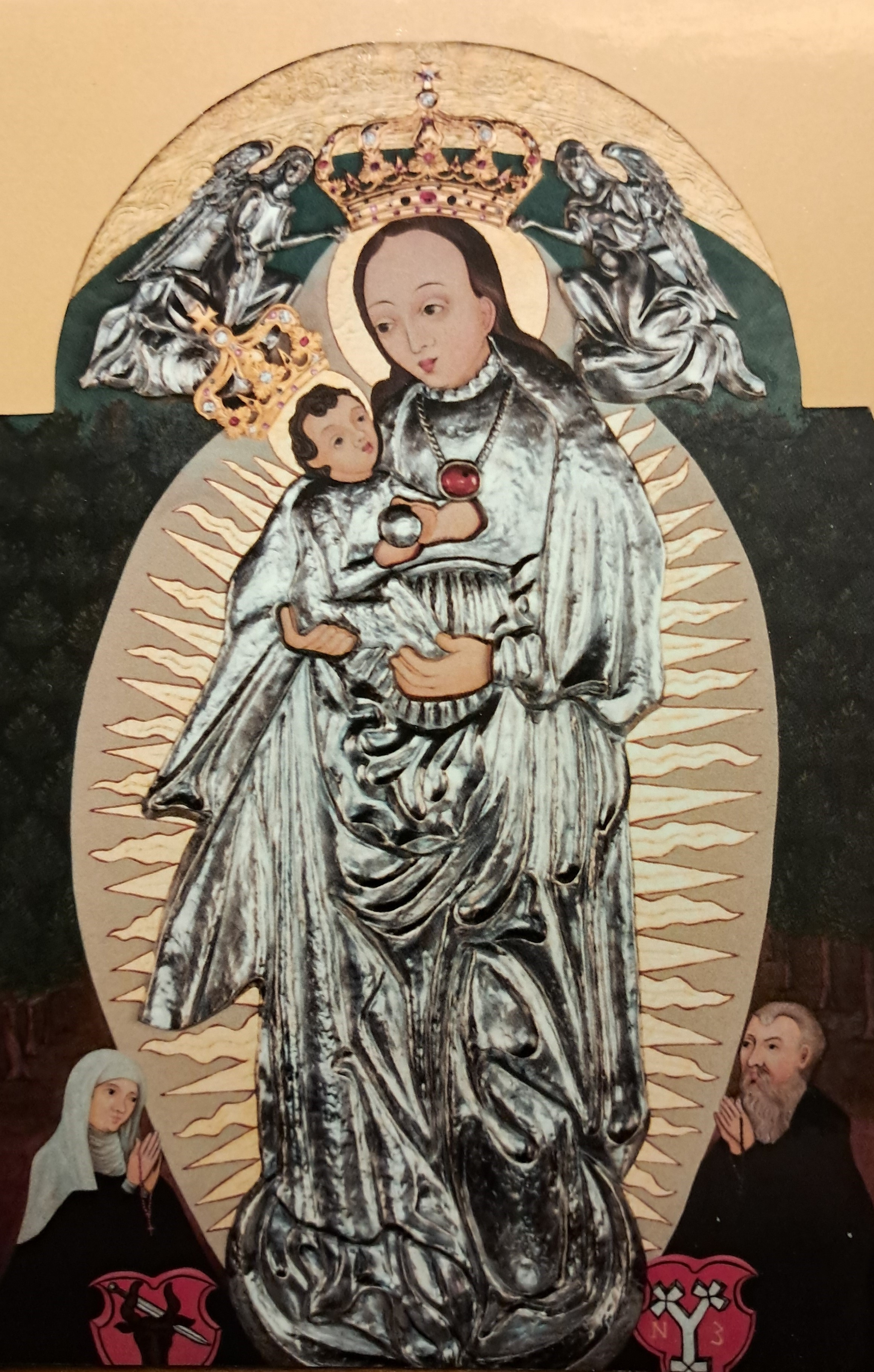
Madonna z Daniszewa – kopia w nowej sukience z 2021 r.

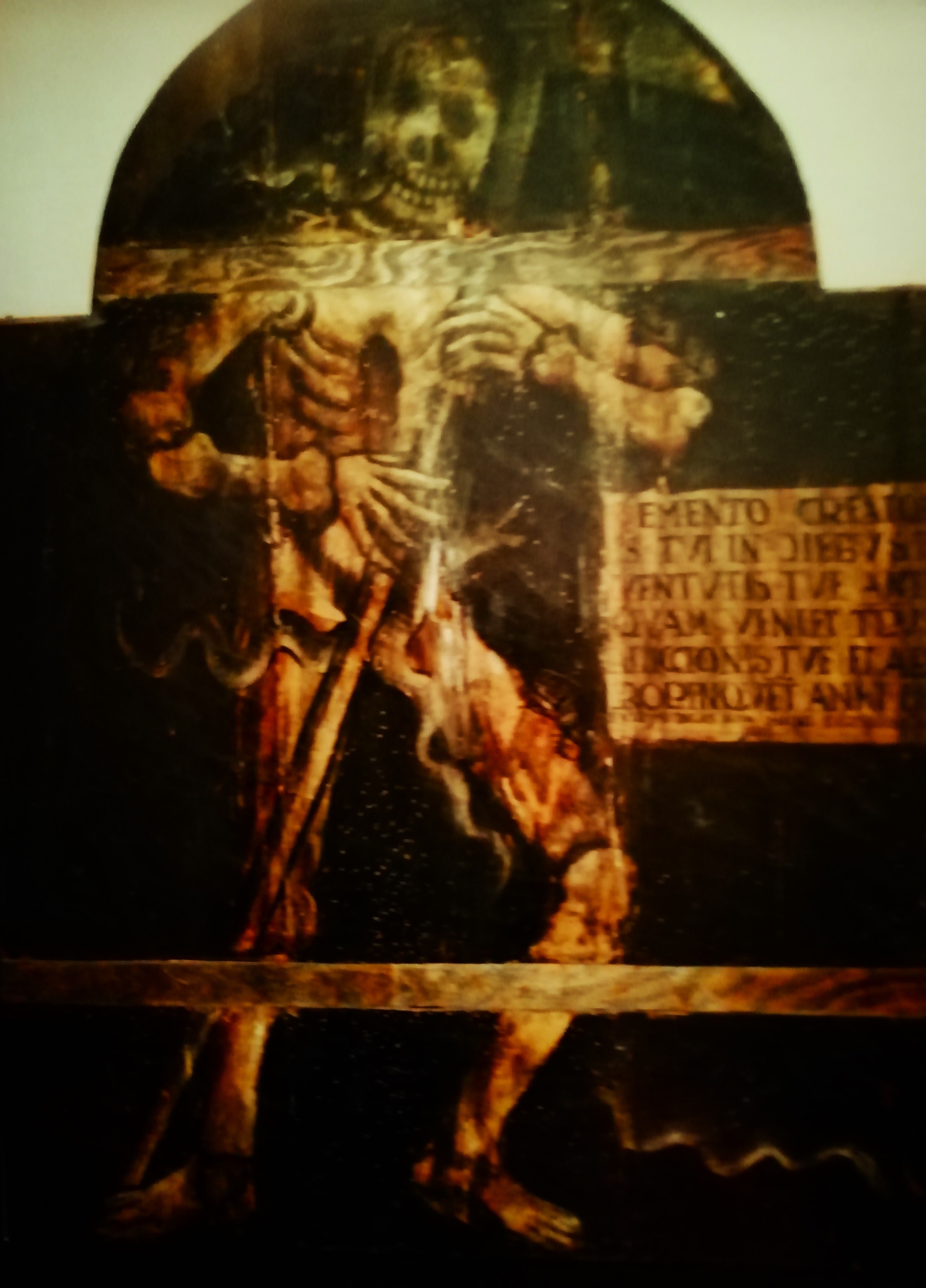
Rewers obrazu Madonny z Daniszewa – personifikacja śmierci

Obraz Madonny z Daniszewa (także: Madonna Apokaliptyczna, Madonna w gaju różanym, Niewiasta Apokaliptyczna) – słynący łaskami obraz tablicowy z ok. XVI w. Zaginął w niejasnych okolicznościach nocą z 3 na 4 października 2002 r. z kościoła Przemienienia Pańskiego w Daniszewie. Oryginał zastąpiono kopią sporządzoną uprzednio celem zastąpienia cennego zabytku, zdaniem specjalistów nieodpowiednio zabezpieczonego w kościele. Oryginał obrazu jest poszukiwany.

## Opis oryginału
Obraz dwustronny (awers i rewers) fundacyjny, wotywny lub odpustowy, wykonany temperą na desce 123,5 × 91,5 cm.

## Awers
Lico obrazu frontalnie usytuowane w wolnostojącym ołtarzu głównym z 1717 r. przedstawia Madonnę z atrybutami Niewiasty Apokaliptycznej. Obraz wykonany jest w tradycji gotyckiej. Typ ikonograficzny późnego XV w. gotyku, łączy cechy średniowiecznego idealizmu i estetyki stylu dworskiego. Nawiązuje do stylu pięknego (gotyku międzynarodowego), ukształtowanego w rzeźbie w wizerunkach Pięknych Madonn. Widoczne ingerencje w treść i materię przedstawienia, w tym przemalowania i uzupełnienia obrazu dostosowujące oryginał do potrzeb związanych z rozwojem doktryn kultu maryjnego oraz aktualnych tendencji w średniowiecznej ikonografii mariologicznej, m.in. ilustrowania treści natury dogmatycznej: Matki Boga (Mater Dei), Wniebowziętej (Assunta), Niepokalanie Poczętej (Immaculata), Królowej Różańca św. (Incoronata). Zawarcie w jednym obrazie różnych motywów z życia Maryi oraz jej roli w Bożym planie zbawienia (wybranie, niepokalane poczęcie, brzemienność, dziewicze macierzyństwo, wniebowzięcie, ukoronowanie, ucieleśnienie ideału nowej Ewy) odpowiada upodobaniu artystów średniowiecza do metody symultanicznej m.in. w malarstwie sakralnym i świeckim.

### Datowanie
Ostatnie ćwierćwiecze XV w. (1470/1480 r.) lub początek XVI w.

### Autor
Obraz niesygnowany, twórca/warsztat nieznany.

### Przedstawienie na awersie
Tablica
Centrum obrazu stanowi Madonna w pełnej postaci, wyposażona w atrybuty nawiązujące do opisu Niewiasty z wizji św. Jana w czwartej części Apokalipsy. Od ciemnej zieleni tła spiętrzonego gaju różanego oddzielają Niewiastę złote tarcze: nimbu, sięgającej od głowy po wsparte na sierpie księżyca stopy mandorli i wieńca w formie gotyckich promieni w otoku postaci. Dziewiczość Matki Boga podkreśla odsłonięcie włosów – swobodnie spływają na plecy i optycznie zlewają się z ciemnoszafirową zielenią płaszcza, miękko opadającego z wąskich, spadzistych ramion Niewiasty; naturalne udrapowanie fałd mięsistej tkaniny odsłania oliwkowe, zdobione motywami akantu podbicie płaszcza, narzuconego na wielobarwną suknię z pomarańczowoczerwoną spódnicą i czerwonym stanikiem. Draperia płaszcza odsłania fragment dolnej części sukni oraz nosek czarnej ciżemki na prawej stopie Niewiasty, władczo wspartej na zwróconym rogami ku górze sierpie księżyca. Krój sukni Madonny podkreśla macierzyński charakter wizerunku i bezpośrednio nawiązuje do brzemienności jako stanu Niewiasty Apokaliptycznej. Koszulę z kremowego batystu zdobią stójka z falbaną i dwa ciemnoczerwone sznury pasamonu. Biegnący nad dłuższym sznurem łańcuch – alegoria łańcucha egzegetycznego – symbolicznie wiąże wianek/(równiankę) z owocami granatu na piersi Maryi z pękniętym owocem dojrzałego granatu w rękach Dzieciątka. Alegoria – w całości utrzymana w symbolicznym kolorze sangwiny – łączy treści teologiczne (dziewictwo i macierzyństwo Maryi oraz zbawczy wymiar ofiary jej Syna) ze zwyczajem pozaliturgicznym, związanym z obchodami eucharystycznego święta Bożego Ciała. Sposób przedstawienia oblicza Madonny odpowiada późnośredniowiecznemu ideałowi urody i realizuje właściwy dla epoki kanon kobiecego piękna, zwraca uwagę wypukłość wysokiego czoła, cienka linia rozdzielonych łuków brwiowych, kształtne lewe ucho, drobny podbródek, prosty zgrabny nos, ożywiona delikatnym rumieńcem świeżość jasnej, gładkiej cery oraz małe, żywą czerwienią podkreślone usta i pełen prostoty, spokojny półuśmiech. Dwa starannie ufryzowane aniołki – byty duchowe przedstawione w ludzkiej powłoce, bez skrzydeł, różne co do wielkości, ubioru, wielkości i oblicza – trzymają koronę nad głową Maryi; na jej prawym przedramieniu siedzi Dzieciątko. U stóp Madonny klęczą dwie postaci identyfikowane przez tarcze herbowe: szlachcianka herbu Pomian i szlachcic herbu Brodzic.
Sukienka Madonny Apokaliptycznej
Na obraz Madonny Apokaliptycznej aplikowano (1717 r.): dwa srebrne elementy sukienki Matki Boskiej – zdobione motywem liści akantu zawijającego się w woluty, dwie figurki aniołków o złoconych włosach, skrzydłach, szarfach i podbiciu szat; dwie srebrne (złocone) korony nad głową Madonny (duża) i Dzieciątka (mała) zamknięte pięcioma pałąkami, zwieńczone jabłkiem królewskim, na powierzchni zdobione trybowanym motywem liści akantu z pałąkami i obręczami zdobionymi motywem wici, z dwoma poziomymi obręczami zdobionymi motywem skręcanych spiralnie sznurów, garnirowane barwnymi szkłami w ilości 47 (korona duża) i 25 (korona mała). Płaszcz i suknia Marii wzbogacone motywem taśmy regencyjnej łamanej cęgowo, tło repusowane. W 2021 r. na kopii obrazu w ołtarzu głównym kościoła parafialnego w Daniszewie aplikowano nową sukienkę i korony.

## Rewers
Rewers obrazu widoczny był wyłącznie dla wiernych obchodzących ołtarz główny. Szokował makabrycznym wizerunkiem upersonifikowanej śmierci. śmierci z kosą, wężami i ropuchami. Inskrypcja łacińska na tablicy z lewej strony postaci (Ekl.12.1).

### Datowanie
Według historyków sztuki obraz powstał w ostatnim ćwierćwieczu XV lub na początku XVI w.

### Autor
Obraz niesygnowany, twórca/warsztat nieznany.

### Przedstawienie na rewersie
Odwrocie obrazu na mrocznym tle przedstawia brązowo-beżową postać nagiego trupa w stanie rozkładu z wyraźnie zarysowanymi kośćmi szkieletu, stawami oraz resztkami skóry i ciała stoi w półrozkroku, w rękach dzierży kosę. Obsiadły ją gady i płazy: z ust wypełza wąż, dwa inne wiją się na wysokości tułowia, czwarty pełza u bosych stóp; na ramionach oraz na lewym udzie siedzą żaby. Głowę otaczają języki ognia, twarz pozbawiona jest oczu i nosa, zęby wyszczerzone w złowieszczym półuśmiechu. Na prostokątnej tablicy z lewej strony postaci znajduje się 7-wersowa inskrypcja (cyt. oryg.) – w jęz. łacińskim (Eklezjastes XII):
MEMENTO CREATOR / IS TUI IN DIEBUS IU / VENTUTIS TUAE, ANTE / QUAM VENIET TPUS / AFFLICTIONIS TUE, ET AP / PROPINQUET ANNI IN / QUIBUS DICAS NON MIHI. ECLESIAS XII

## Znacznie zabytku
Obraz Madonny Apokaliptycznej z barokowego ołtarza parafialnego kościoła wiejskiego w Daniszewie otaczany był szczególną czcią wiernych jako obiekt kultu maryjnego związany z łaskami otrzymanymi dzięki wstawiennictwu Matki Bożej. Wizerunek odzwierciedla ewoluowanie sposobu przedstawiania Madonny w sakralnym malarstwie tablicowym w Europie, dokonujące się wraz z rozwojem doktryn mariologicznych. Ilustruje formy upowszechniania kultu maryjnego oraz przenikanie treści teologicznych do świadomości społecznej. Stanowi interesujący przyczynek do dziejów portretu fundatorów, z uwagi na umieszczenie w dolnej jego części klęczącej pary małżeńskiej, określonej dwoma herbami. Obraz Niewiasty Apokaliptycznej uznawany jest za to jeden z najstarszych i najcenniejszych obrazów Diecezji Płockiej, o niecenionej wprost wartości historycznej i kulturowej. Zaprzecza utrwalonemu od dawna przeświadczeniu o braku zabytków tablicowego malarstwa gotyckiego XV w. na Mazowszu.